# 挪威特种作战突击队
挪威特种作战突击队（挪威语：Forsvarets spesialkommando，简称FSK），是挪威特种作战司令部的陆上组成部队，总部位于内陆郡雷纳。现任指挥官是拉斯·威廉·利勒比上校。

## 名称沿革
挪威特种作战突击队的历史可以追溯至1962年3月25日成立的陆军伞降猎兵学校。此后52年里，陆军伞降猎兵学校经历了多次重组与更名，武装部队特种作战突击队暨陆军猎兵突击队是挪威特种作战突击队隶属陆军时期的最后一个名称。2014年1月1日，挪威陆军将武装部队特种作战突击队暨陆军猎兵突击队的指挥权移交给新成立的挪威特种作战司令部，名称也更改为现在使用的挪威特种作战突击队。
- 1962-1972：陆军伞降猎兵学校（Hærens Fallskjermjegerskole，简称HFJS）
- 1972-1997：陆军猎兵学校（Hærens jegerskole，简称HJS）
- 1997-2007：陆军猎兵突击队（Hærens jegerkommando，简称HJK）
- 2007-2014：武装部队特种作战突击队暨陆军猎兵突击队（Forsvarets spesialkommando/Hærens jegerkommando，简称FSK/HJK）
- 2014-至今：挪威特种作战突击队（Forsvarets spesialkommando，简称FSK）